# 湘南平

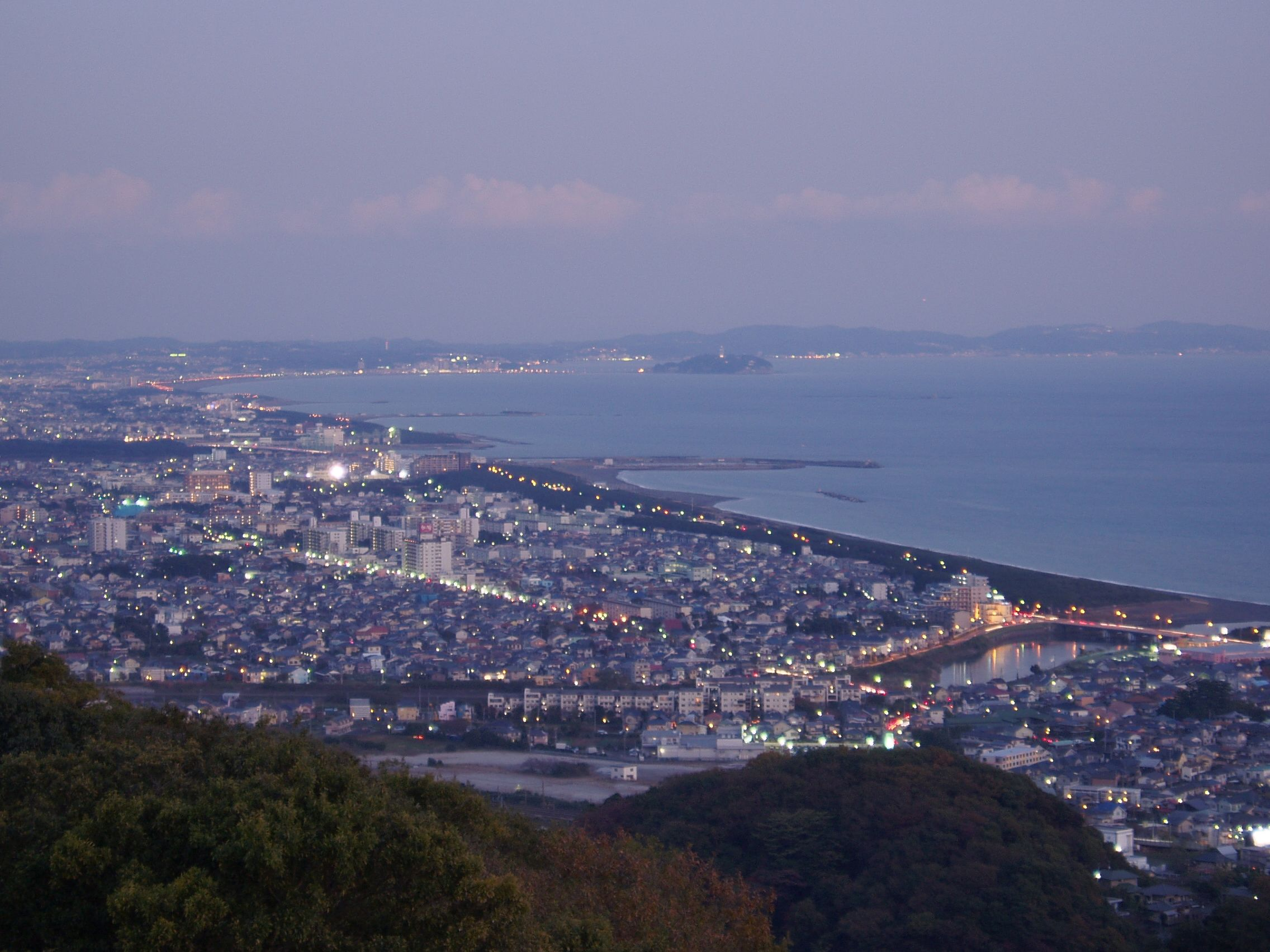
从瞭望台看江之岛

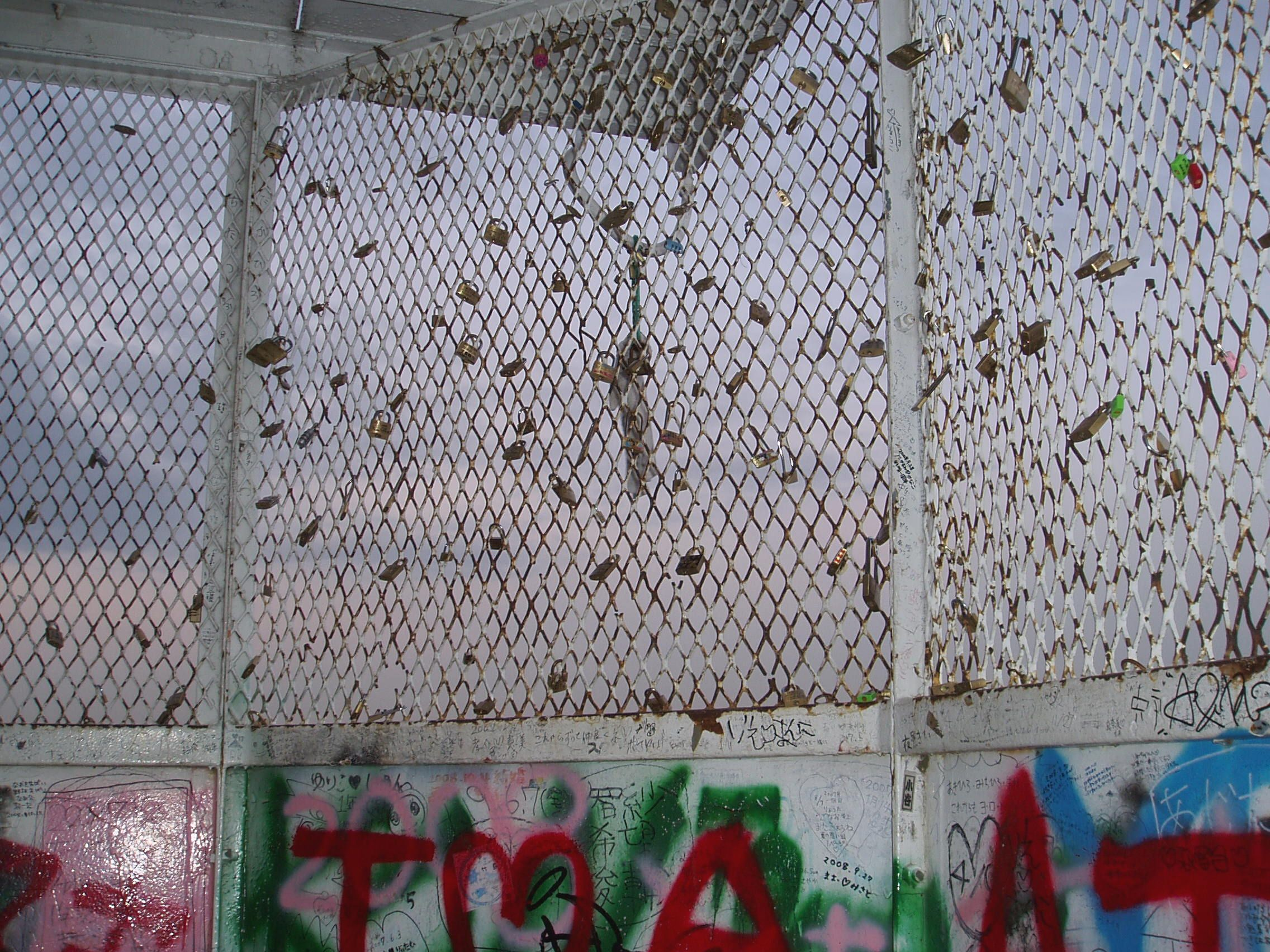
电视转播塔中的情人锁

湘南平（日语：／）是神奈川县平塚市和大矶町分界线上的一座小丘陵。由高丽山，浅间山，泡垂山组成，最高处标高181米。是神奈川50景之一。原本称为千叠敷，建成为公园之后改称湘南平。从这里可以眺望整个相模湾，也是看樱花的上好景点。
从平塚有巴士可以从北面直达山顶。山顶是高丽山公园，沿山路可以经过浅间山到达泡垂山。浅间山附近有小路通往大矶站，浅间山还有浅间神社和一等三角点。
湘南平山顶有餐厅和平塚电视中继塔。电视中继塔的金属网上挂满了爱情锁。游人的漫画樱通信中春日丽和因幡冬马初次发生关系之后也在这里挂上了情人锁。因为过几年就会重新油漆一次，那时候会把挂在上面的情人锁剪断，按说法情人们也会分手。可是人们还是乐此不彼地挂上新的情人锁。所以这里是恋人们的圣地之一。

## 历史
泡垂山的名称由来是出自曾我兄弟复仇事件，曾我五郎得知兄长曾我十郎在虎御前那里处于危急之中于是骑马抄近路前去营救。到山顶的时候马累得吐口水，所以叫泡垂山。并且马蹄子在地上刨出一眼泉水。后来十郎给虎御前写情书用的就是这里的泉水磨墨，因此称为十郎砚水，现在湘南平东边入口处有石碑记载。昭和初期这里还有一家茶店。说明从前日本人对曾我兄弟的喜爱程度。
1941年这里设置了高射炮阵地。美国空军B-29轰炸机轰炸东京的时候以富士山为地面标志湘南平正好在富士山和东京的轴线附近。但是高射炮射高够不到B-29，反而遭到B-29的轰炸，山北面的古寺庄严寺也因此被炸毁。战后一直被荒废。1957年平冢和神奈川中央交通计划在这里修建自然公园当时市长户川贞雄将其改名为湘南平。

## 交通
- 东海道线到，大矶站下车后步行40多分钟。
- 神奈川县道609号公所大矶线高根交差点往南。坡度很大。看樱花的季节会堵塞。
- 巴士，JR平塚站乘神奈川中央交通的平35系统巴士终点下车。大约1个小时一趟。行车时间20多分钟。

## 関連項目
- 湘南
- 平塚市
- 大矶
- 江之岛
- 樱通信